# Rengo (kommun)
Rengo är en kommun i Chile.   Den ligger i provinsen Provincia de Cachapoal och regionen Región de O'Higgins, i den södra delen av landet, 110 km söder om huvudstaden Santiago de Chile.
I omgivningarna runt Rengo växer huvudsakligen savannskog. Runt Rengo är det ganska tätbefolkat, med 108 invånare per kvadratkilometer.